# Androktasiai
Dans la mythologie grecque, les Androktasiai (Grec Ancien: Ἀνδροκτασίαι ; singulier: Androktasia) sont l'une des personnifications des tueries.

## Étymologie
Le nom commun d'origine (féminin) est formé par les mots grecs anêr, andro- « hommes » et kteinô, ktatos « tuer » et signifie « massacre d'hommes, carnage ».

Il apparaît au pluriel dans Homère (Iliade, 11, 164, etc.) et une fois au singulier (Iliade, 23, 86). Plus tard, il sera utilisé par Eschyle (Les Sept contre Thèbes, 693).
Hésiode l'utilise comme nom propre dans sa Théogonie.

## Généalogie et famille
Hésiode précise que la mère des Androktasiai (« Tueries ») est Eris (« l'odieuse lutte »).
Eris a aussi enfanté, seule (sans géniteur) : Ponos (« Peine »), Lêthê (« Oubli »), Limos (« Faim »), Algea (« Douleurs »), Usminai (« Mélées »), Makhai (« Combats), Phonoi (« Meurtres), Neikea (« Querelles), Pseudeas te Logous (ou Pseudologoi) (« Mots menteurs (ou Mensonges) ), Amphillogiai (« Disputes), Dusnomiê (« Anarchie »), Até (« Désastre »), Horkos (« Serment »),, qui forment donc l'importante fratrie des Androktasiai.

## Littérature classique

### DansLe Bouclier d'Héraclès
Les Androktasiai, au singulier cette fois, apparaît dans Le Bouclier d'Héraclès du Pseudo-Hésiode, une des nombreuses figures décrites sur ce dernier :
Il (Héraclès) prit dans ses mains son bouclier tout étincelant : jamais personne ne le brisa d'un coup ni ne l'écrasa. Et une merveille c'était à voir... Au centre était Phobos (Peur) travaillé en inflexible, indescriptible, regardant en arrière avec des yeux qui brillaient avec feu. Sa bouche était pleine de dents dans une rangée blanche, effrayante et intimidante, et sur son front sinistre planait l'effroyable Éris (Conflit) qui pare la foule d'hommes : elle est impitoyable, car elle a emporté l'esprit et les sens des pauvres malheureux qui firent la guerre au fils de Zeus... Sur le bouclier Proioxis (Poursuite) et Palioxis (Fuite) ont été forgés, et Homados (Tumulte), et Phobos (Panique), et Androktasia (Massacre). Éris (discorde-émulation pour la bataille) aussi, et Kydoimos (Confusion) se dépêchaient, et la mortelle Kèr (Destinée) était là tenant un homme nouvellement blessé...